# Vésztő
Vésztő là một thành phố thuộc hạt Békés, Hungary. Thành phố này có diện tích 125,7 km², dân số năm 2010 là 6946 người, mật độ 55 người/km².